# Aeropuerto de Iqaluit
El Aeropuerto de Iqaluit (del inglés: Iqaluit airport) (IATA: YFB, OACI: CYFB) sirve a Iqaluit, Nunavut, Canadá y está localizado adyacente a la ciudad. Es operado por el gobierno de Nunavut. Este aeropuerto es clasificado como un aeropuerto de entrada al país NAV CANADA y es servido por oficiales de la Canada Border Services Agency. Actualmente solo se puede servir a 15 pasajeros por avión.

## Aerolíneas y destinos
- Canadian North[1]
  - Cape Dorset / Aeropuerto de Cape Dorset
  - Clyde River / Aeropuerto de Clyde River
  - Hall Beach / Aeropuerto de Hall Beach
  - Igloolik / Aeropuerto de Igloolik
  - Ottawa / Aeropuerto Internacional de Ottawa
  - Pangnirtung / Aeropuerto de Pangnirtung
  - Pond Inlet / Aeropuerto de Pond Inlet
  - Qikiqtarjuaq / Aeropuerto de Qikiqtarjuaq
  - Rankin Inlet / Aeropuerto de Rankin Inlet
  - Yellowknife / Aeropuerto de Yellowknife
- First Air[2]
  - Cape Dorset / Aeropuerto de Cape Dorset
  - Clyde River / Aeropuerto de Clyde River
  - Hall Beach / Aeropuerto de Hall Beach
  - Igloolik / Aeropuerto de Igloolik
  - Kimmirut / Aeropuerto de Kimmirut
  - Kuujjuaq / Aeropuerto de Kuujjuaq
  - Montreal / Aeropuerto Internacional de Montreal-Trudeau
  - Nanisivik / Aeropuerto de Nanisivik
  - Ottawa / Aeropuerto Internacional de Ottawa
  - Pangnirtung / Aeropuerto de Pangnirtung
  - Pond Inlet / Aeropuerto de Pond Inlet
  - Qikiqtarjuaq / Aeropuerto de Qikiqtarjuaq
  - Rankin Inlet / Aeropuerto de Rankin Inlet
  - Resolute / Aeropuerto de Resolute Bay
- Kenn Borek Air
  - Cape Dorset / Aeropuerto de Cape Dorset